# Federação Alemã de Hóquei no Gelo

Deutscher Eishockey-Bund

A Federação Alemã de Hóquei no Gelo (em alemão: Deutscher Eishockey-Bund — DEB) é o órgão que dirige e controla o hóquei no gelo da Alemanha, comandando as competições nacionais e a seleção nacional.